# Глеђевци
Глеђевци су насељено мјесто у општини Љубиње, Република Српска, БиХ. Према попису становништва из 1991. у насељу је живјело 74 становника.

## Становништво
| Демографија | Демографија | Демографија |
| Година      | Становника  | Становника  |
| ----------- | ----------- | ----------- |
| 1948.       | 151         |             |
| 1953.       | 159         |             |
| 1961.       | 163         |             |
| 1971.       | 149         |             |
| 1981.       | 119         |             |
| 1991.       | 74          |             |